# سفيتلانا بازانوفا
سفيتلانا فاليريفنا بازانوفا (الروسية: Светлана Валерьевна Бажанова) (من مواليد 1 ديسمبر 1972) هي لاعبة تزلج سريع روسية، ماستير في الرياضة الروسية (1994). واحد من ثلاثة أبطال أولمبيين في التزلج السريع من روسيا (مع ألكسندر غولوبيف وسفيتلانا زوروفا). النائب الأول لرئيس قسم الرياضة بمدينة موسكو.
تزوجت سفيتلانا بازانوفا من فاديم سايوتين ، زميل متزلج سريع في عام 1994.